# آوور (آذربایجان)
آوور (به لاتین: Avur) یک منطقه مسکونی در جمهوری آذربایجان است که در شهرستان یاردیملی واقع شده است.